# Купвил
Ку̀пвил (на английски: Coupeville, буквени символи за произношение  Архив на оригинала от 2018-12-26 в Wayback Machine.) е град в окръг Айлънд, щата Вашингтон, САЩ. Купвил е с население от 1723 жители (2000) и обща площ от 3,3 km². Намира се на 23 m надморска височина. ЗИП кодът му е 98239, а телефонният му код е 360.